# 1minute2rap
 (avril 2025).
1minute2rap est un compte Instagram créé par Milyann Kerchouche de plus d'un million d'abonnés qui partage des rappeurs peu connu de par des petits clips de l'ordre de la minute. La page organise des concours sur des thèmes particuliers (exemple : les violences policières, les réseaux sociaux, ou parfois carte blanche), les clips reçus passent devant un jury composé de personnalité de la musique comme Bigflo et Oli, Roméo Elvis ou Hornet la Frappe.
Quelques artistes se sont fait connaître par 1minute2rap comme Tsew the kid, Joysad, ou David Okit,,.
Le tennisman Corentin Moutet a participé au concours de freestyle, et 1minute2rap en profite pour rendre hommage aux soignants.

## Discographie
La page a produit un album nommé Maintenant ou jamais qui réunit dix artistes émergents : Todd, Pxserlow, Livai, T2its, Meiiyuki, Cikey, Hunter, Ro2c, Mims et Amber qui ont entre 15 et 21 ans. L'album est composé de 20 musiques et est diffusé sur les plateformes de streaming telles que Spotify ou Deezer. L'album est sorti en février 2020.

## Sources et références
1. 1 2 3  « 1minute2rap, le compte Instagram qui révèle les pépites du rap de demain », sur Le HuffPost, 30 novembre 2019 (consulté le 14 février 2021).
2. ↑  presse-citron, « 1minute2rap : du compte de fan à la référence du rap sur Instagram », sur presse-citron.net, 6 février 2021 (consulté le 26 avril 2021).
3. ↑  ActusArticle, « Tsew The Kid dévoile son premier album : AYNA », sur Raplume, 26 mars 2021 (consulté le 26 avril 2021).
4. ↑  ActusArticle, « Joysad : “Un seul et même projet, mais deux sens de lecture. Bienvenue dans Palindrome” », sur Raplume, 22 janvier 2021 (consulté le 26 avril 2021).
5. ↑  Par Klervi Le Cozic Le 3 août 2020 à 10h40, « Des millions de vues pour le rappeur de Périgueux », sur leparisien.fr, 3 août 2020 (consulté le 26 avril 2021).
6. 1 2  « 1minute2rap : découvre le projet Maintenant ou jamais [Sons] • RAPRNB », sur RAPRNB, 26 juin 2020 (consulté le 14 février 2021).
7. 1 2  « Comment le compte Instagram 1minute2rap propulse les rappeurs de demain », sur BFMTV, 16 août 2020 (consulté le 14 février 2021).
8. ↑  (en) Booska-p, « Kidaki se livre sur « Papa Lova » », sur www.booska-p.com (consulté le 26 avril 2021).
9. ↑  « ATP - Corentin Moutet : une minute de rap pour les soignants », sur www.tennisactu.net (consulté le 26 avril 2021).
10. ↑  « Vendée : T2its, le rappeur dompierrois, bientôt sur la scène de la Cigale », sur actu.fr (consulté le 26 avril 2021).
11. ↑  « 1Minute2Rap : découvre BLC, le 1er extrait de l'album à venir [Clip] • RAPRNB », sur RAPRNB, 14 février 2020 (consulté le 26 avril 2021).
12. ↑  « Comment le compte Instagram 1minute2rap propulse les rappeurs de demain », sur BFMTV (consulté le 14 février 2024)